# Mistral (cràter)
Mistral és un cràter d'impacte en el planeta Mercuri de 102 km de diàmetre. Porta el nom de la poetessa xilena Gabriela Mistral (1889-1957), i el seu nom va ser aprovat per la Unió Astronòmica Internacional el 1976.